# Brufe (Vila Nova de Famalicão)
Brufe is een plaats (freguesia) in de Portugese gemeente Vila Nova de Famalicão en telt 2288 inwoners (2001).